# Roland Goigoux
Roland Goigoux (né en 1958) est professeur des universités spécialiste de l'enseignement de la lecture. Enseignant à l'université Clermont-Auvergne à Clermont-Ferrand, il est membre du laboratoire Acté.

## Biographie
En 1993, il soutient une thèse de doctorat consacrée à l'enseignement-apprentissage de la lecture. Il y démontre, entre autres choses, que l'absence d'enseignement du système de règles de correspondance grapho-phonologique apparaît comme un des facteurs pouvant accroître les difficultés initiales des apprentis lecteurs. Il poursuit depuis des travaux de recherche sur le champ de la didactique de la lecture.
Il a publié en collaboration plusieurs ouvrages de références, notamment Apprendre à lire à l’école, avec Sylvie Cèbe, qui se veut une synthèse, principalement à destination des parents, des travaux concernant l'apprentissage de la lecture. Il est également co-auteur de Lire au CP, document d'accompagnement des programmes scolaires de 2002.
Il participe également régulièrement aux débats qui concernent l'éducation nationale. Il s'est par exemple montré très critique vis-à-vis des programmes de 2008 ou des orientations proposées par Jean-Michel Blanquer depuis 2017, notamment dans son guide d'enseignement de  lecture et de l'écriture au CP. Il affirme d'ailleurs que ses positions critiques ont entrainé sa mise à l'écart des formations et différents conseils scientifiques de l'éducation nationale.
Depuis 2013, il coordonne une recherche intitulée « Lire - écrire au CP », financée par la Direction générale des enseignements scolaires du Ministère de l'Éducation nationale, l'Institut français de l'Éducation et le laboratoire Acté. En 2015, les premiers résultats indiquent que « La variable la plus pertinente, (...) n'est ni la méthode ni l'usage ou non de manuels, mais le niveau de maîtrise de l'enseignant ».
Néanmoins, cette thèse a suscité la controverse scientifique, notamment avec le sociologue et statisticien Jérôme Deauvieau, qui soutient de son côté l'impact des méthodes dans les compétences en lecture et écriture des élèves de CP. L'étude de Jérôme Deauvieau comme l'affirmation de Stanislas Dehaeane sur la supériorité des méthodes dites syllabiques étant elle même fortement critiquée par Roland Goigoux.

## Ouvrages
- avec Sylvie Cèbe, Narramus, La sieste de Moussa PS, MS, GS, éditions Retz, coll. « Apprendre à Comprendre », 2017
- avec Sylvie Cèbe, Apprendre à lire à l’école, éditions Retz, 2011
- Lector & lectrix, apprendre à comprendre les textes narratifs, avec Sylvie Cèbe, 2008, éditions Retz
- Enseigner la lecture Apprendre à lire au cycle 2, 2000, Nathan
- Phono, un outil pour développer la conscience phonologique en grande section de maternelle et au début du CP, avec Sylvie Cèbe et J.L. Paour (2004),  Hatier
- Pour apprendre à catégoriser (guide méthodologique) avec Sylvie Cèbe et JL Paour, Hatier.
- Surmonter les ratés de l’apprentissage de la lecture à l’école et au collège avec E. Nonnon, Repères, no 35.
- Apprentissage et enseignement de la lecture dans l’enseignement adapté, 2000, CNEFEI
- Aspects didactiques de la lecture, de la maternelle à l’université, avec M.C. Pollet, 2011, Presses universitaires de Namur.